# Situl rural Saschiz
Situl rural Saschiz este un monument istoric aflat în satul Saschiz din județul Mureș.

## Descriere
Situl este delimitat conform avizului de clasare 810/E/1998 al Ministerului Culturii. Cuprinde zona din vecinătatea bisericii fortificate: case vechi săsești (majoritatea din secolele XVIII-XIX) și clădirile comunitare construite de sași, inclusiv cea a actualei Primării.

## Imagini

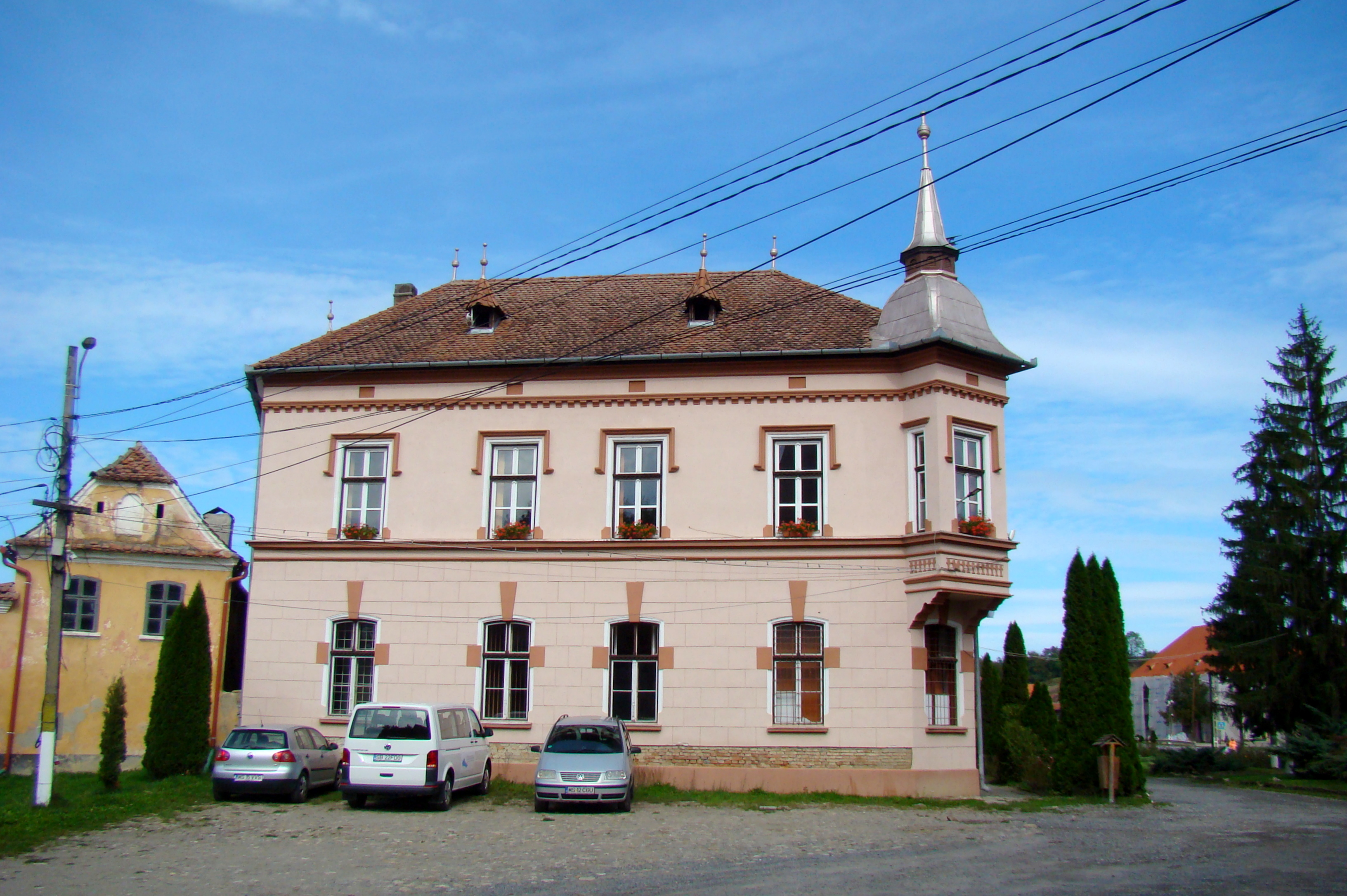
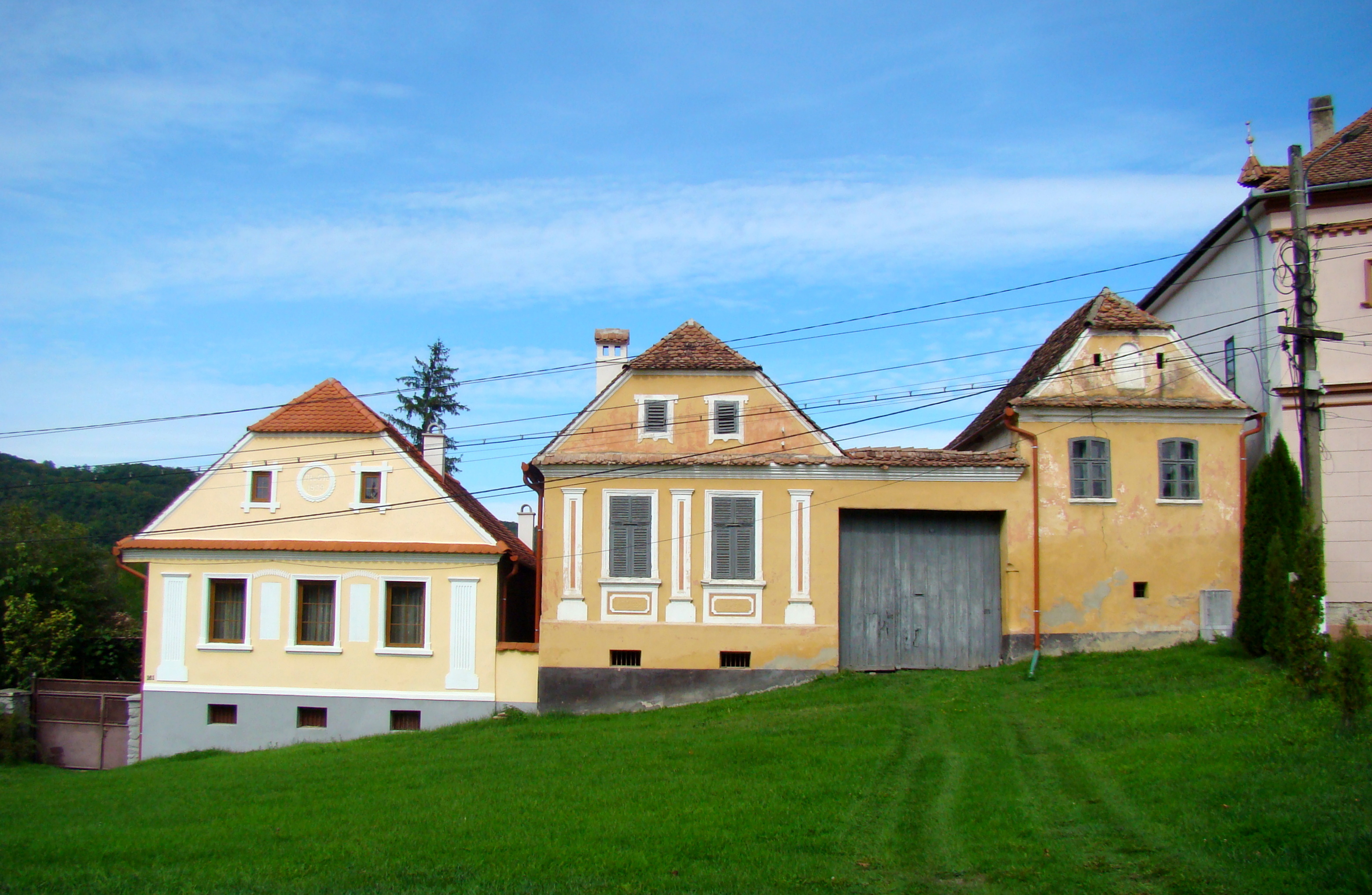
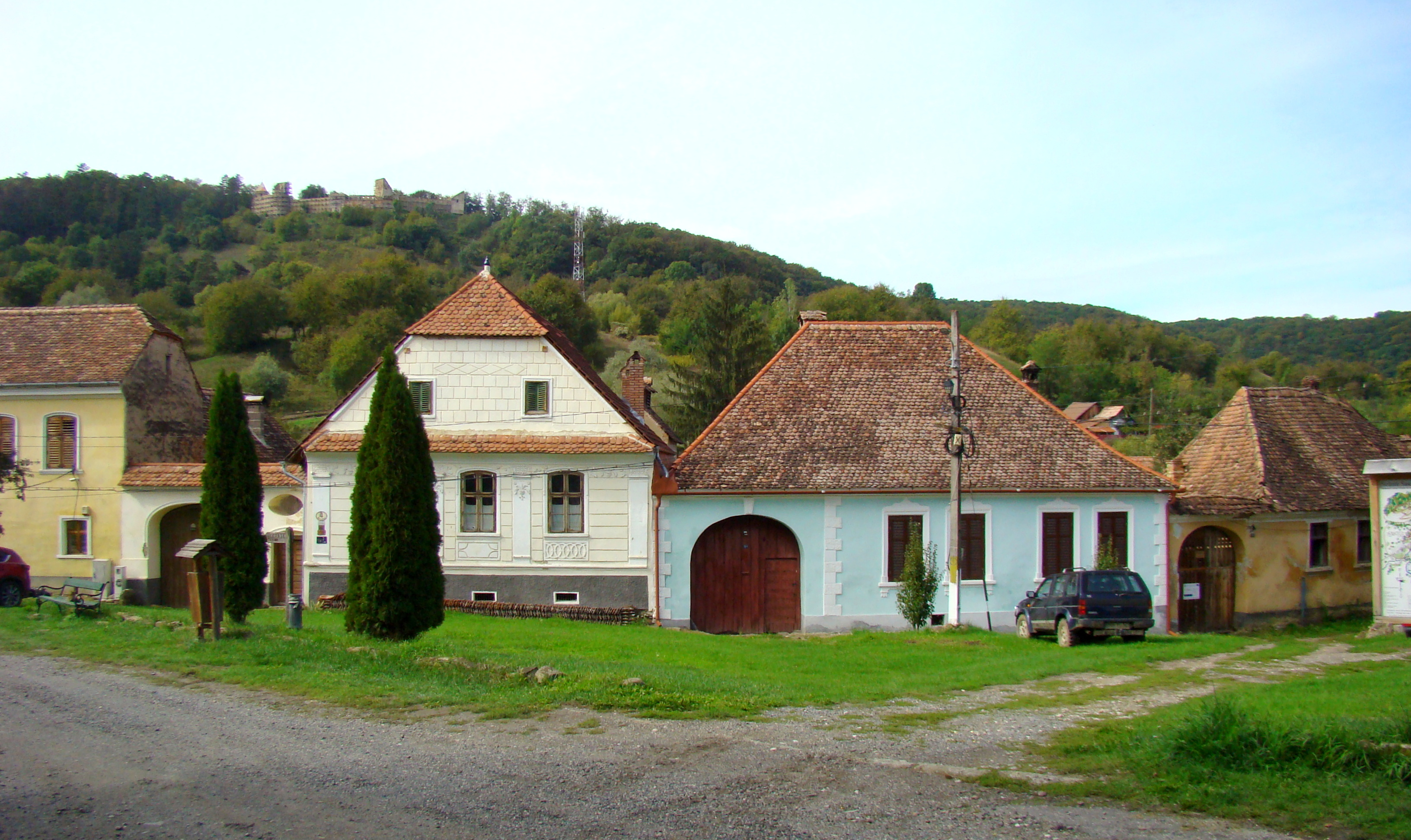
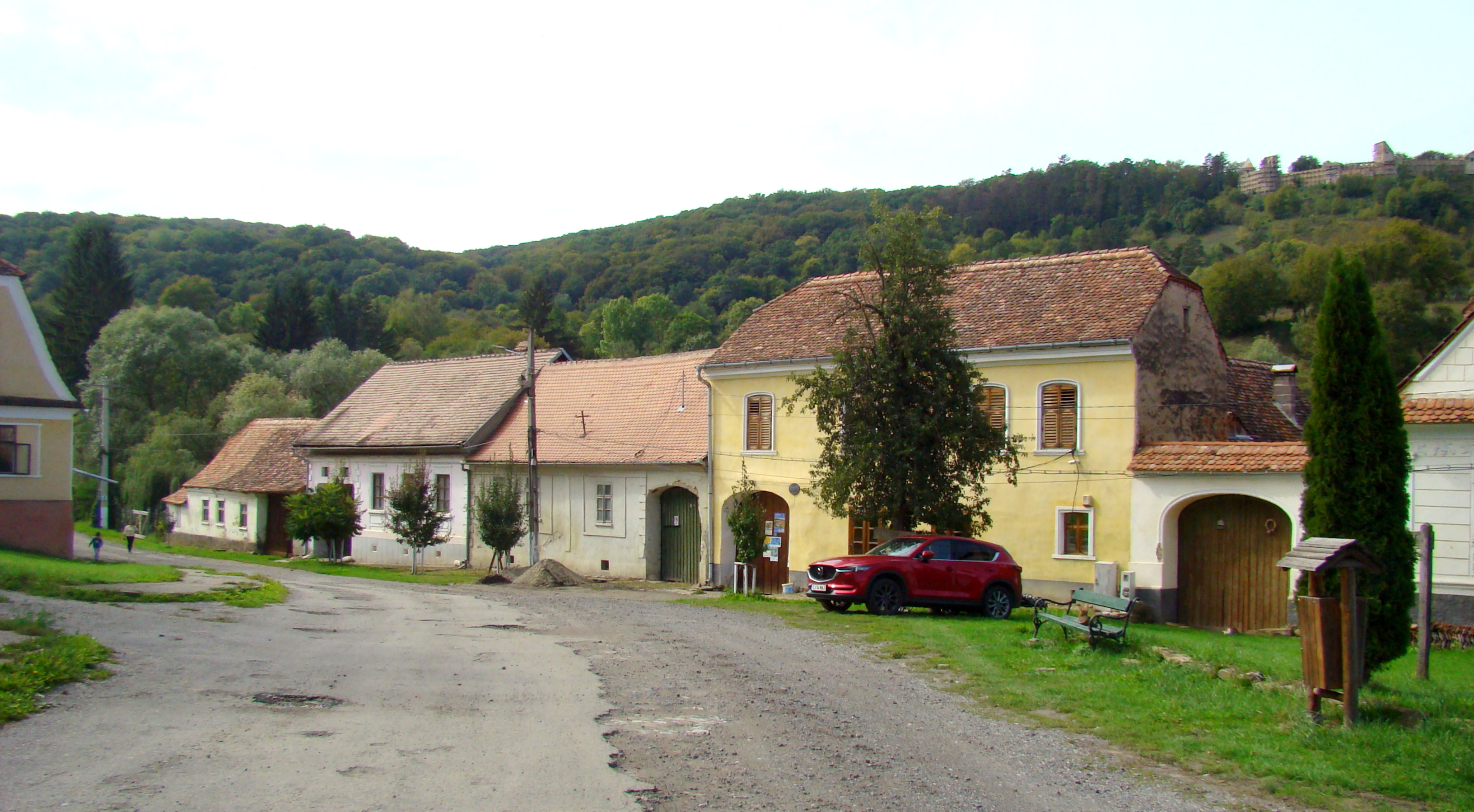
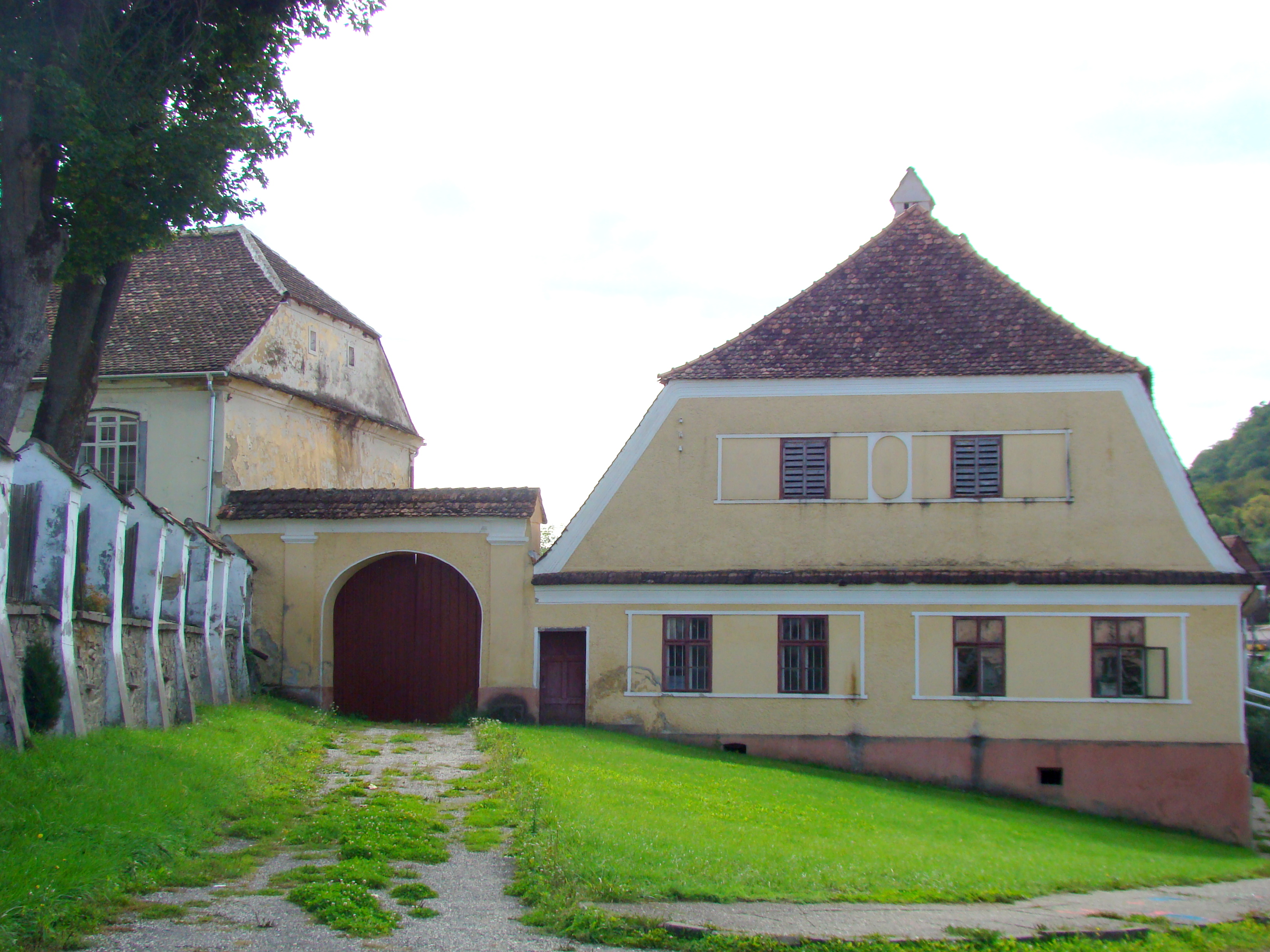
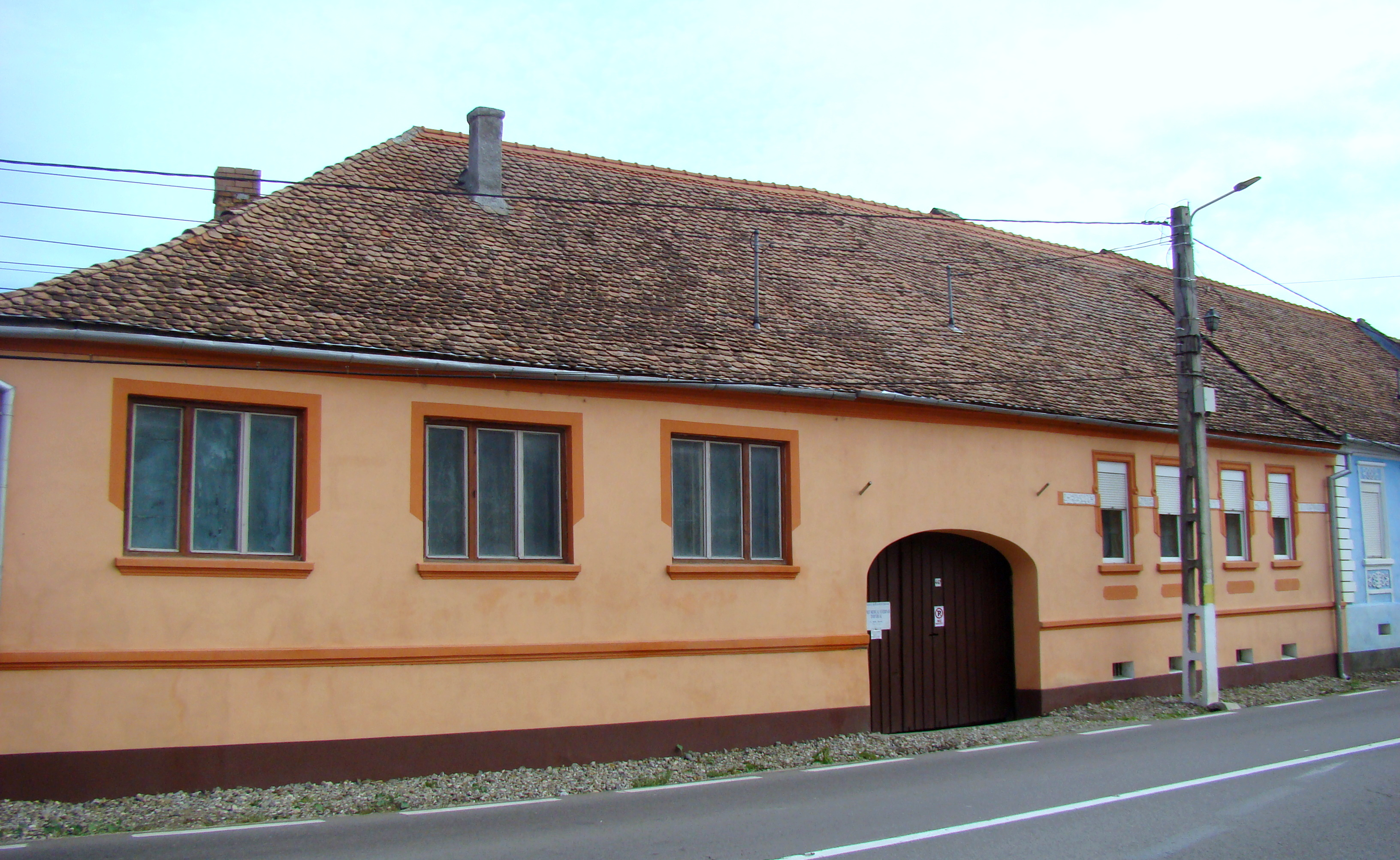
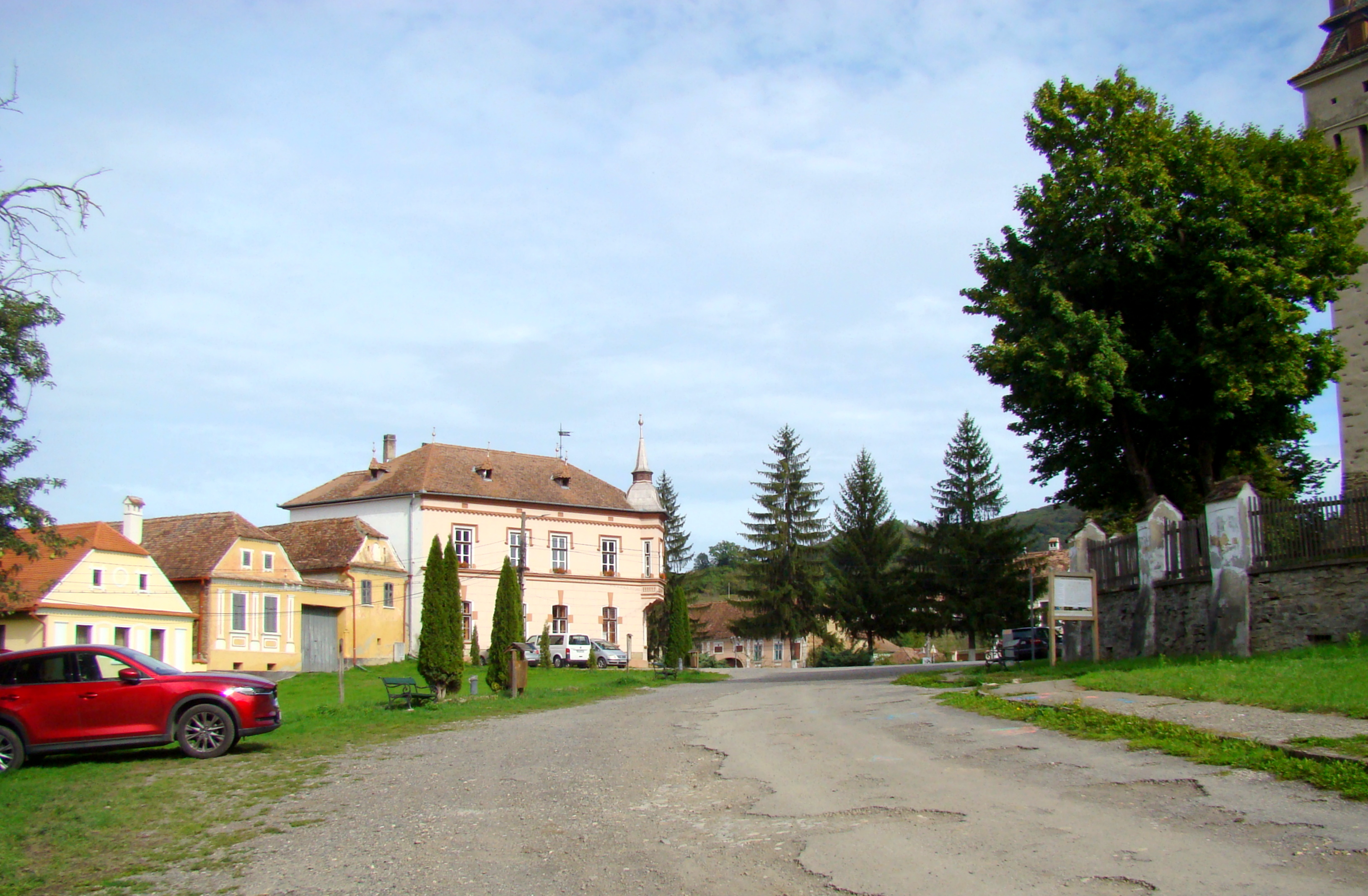
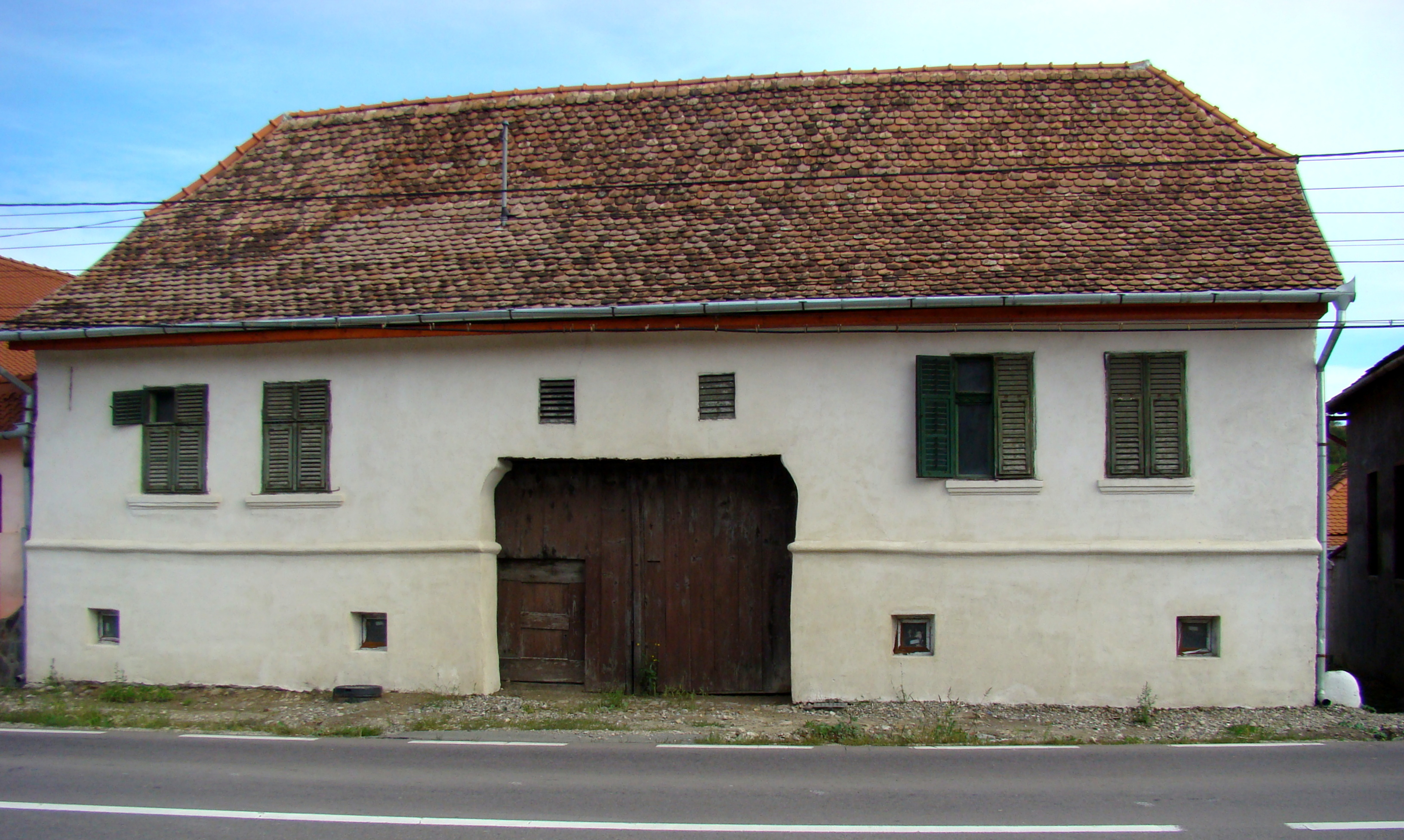
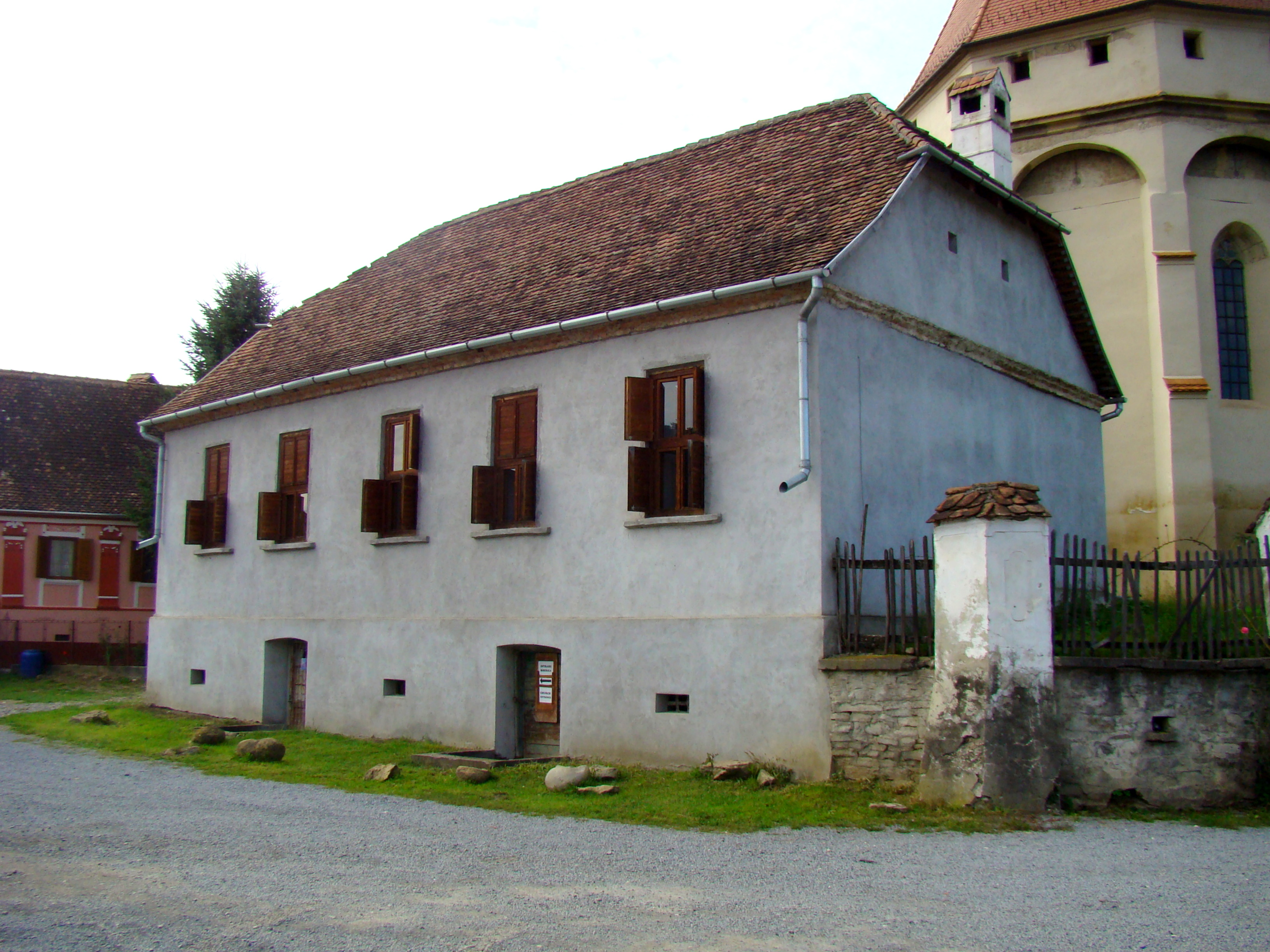
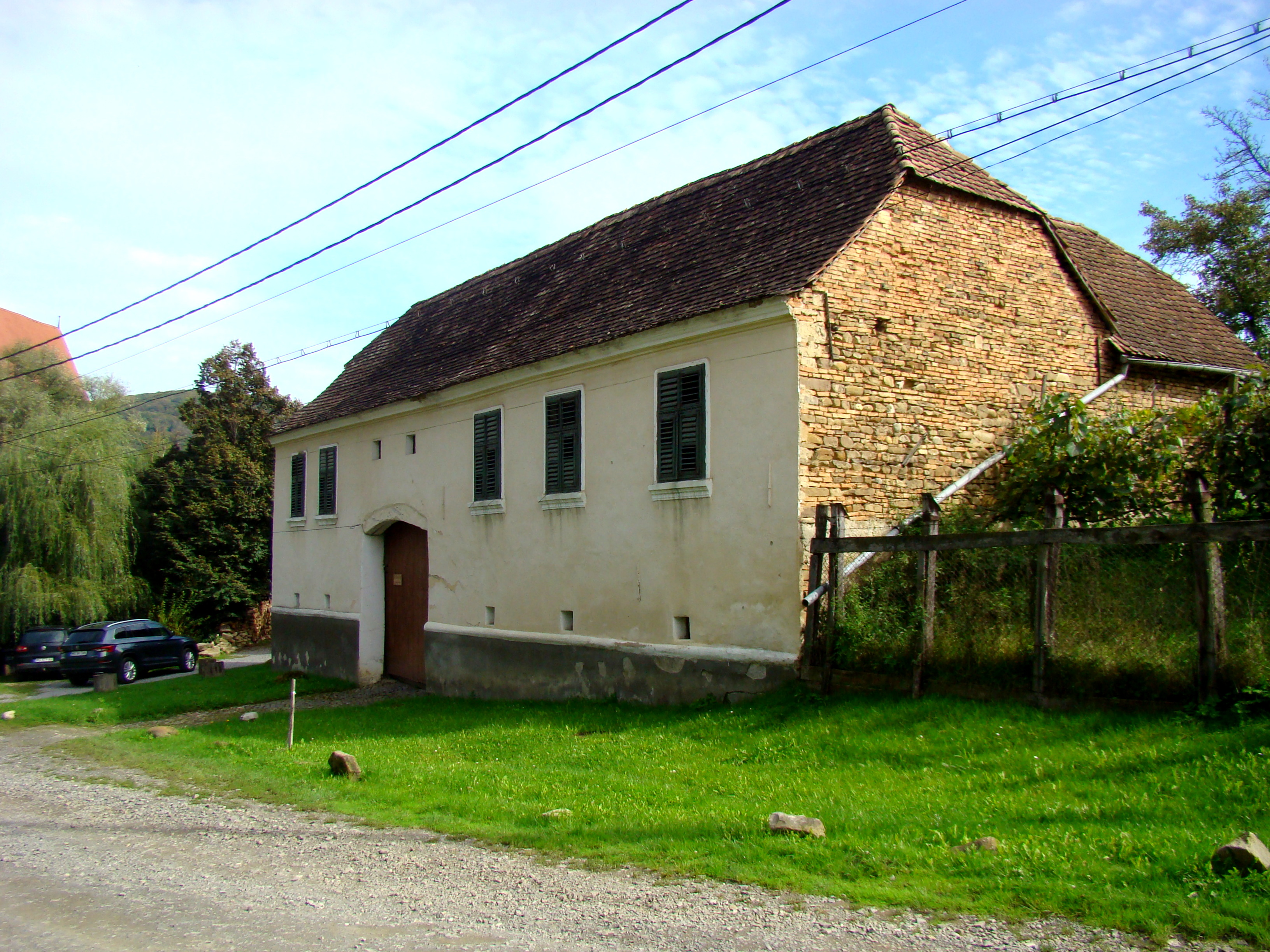
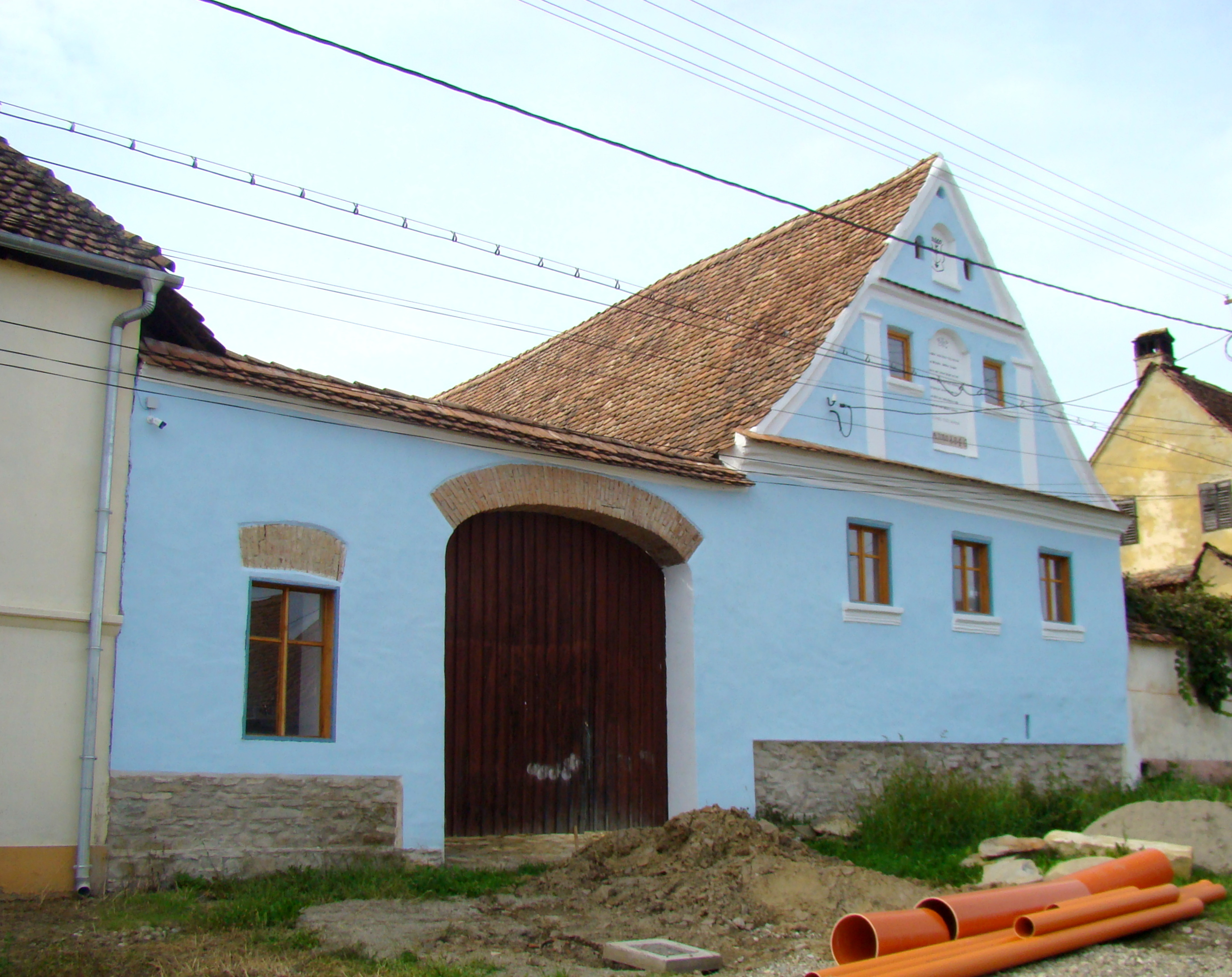
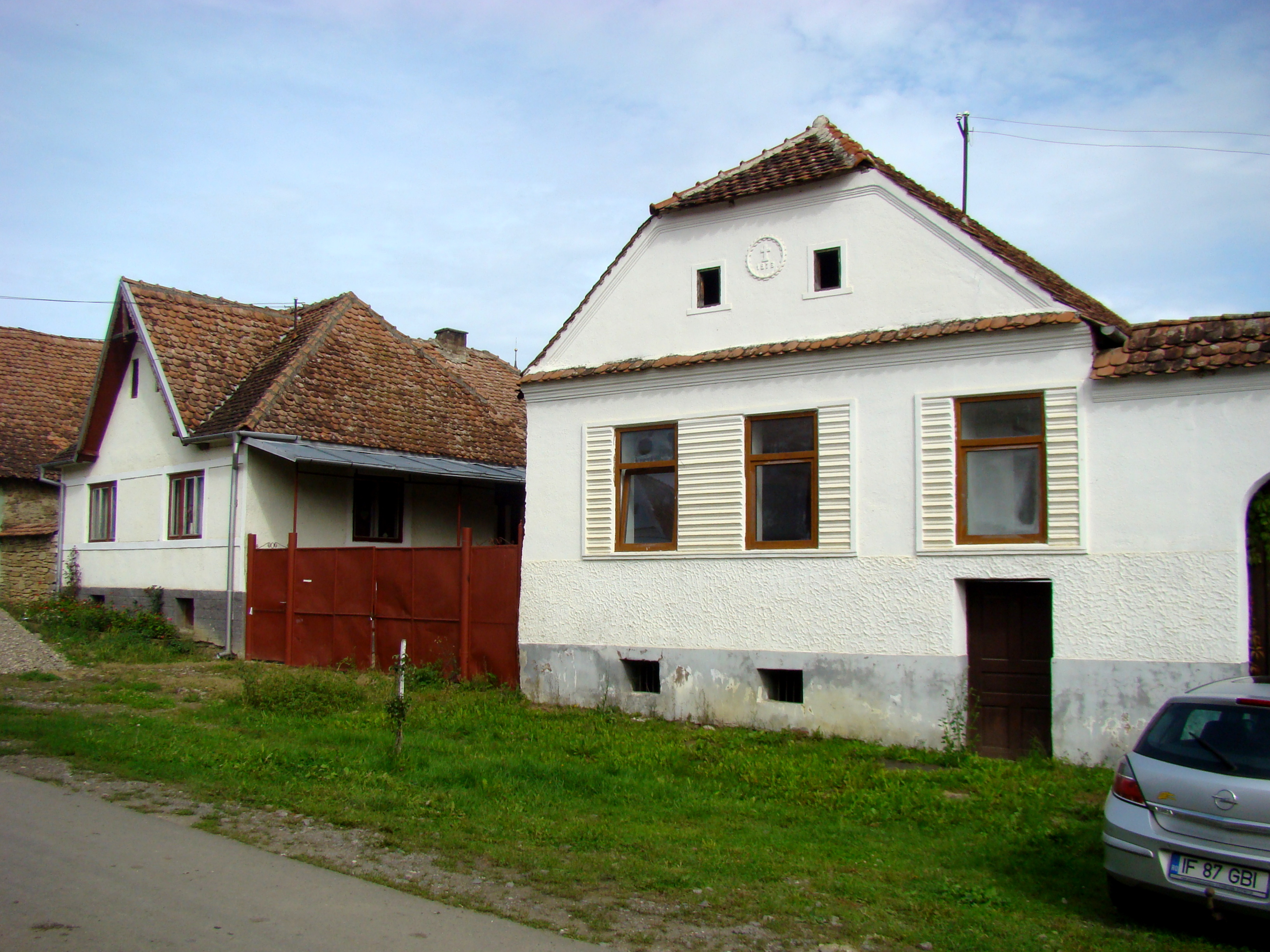
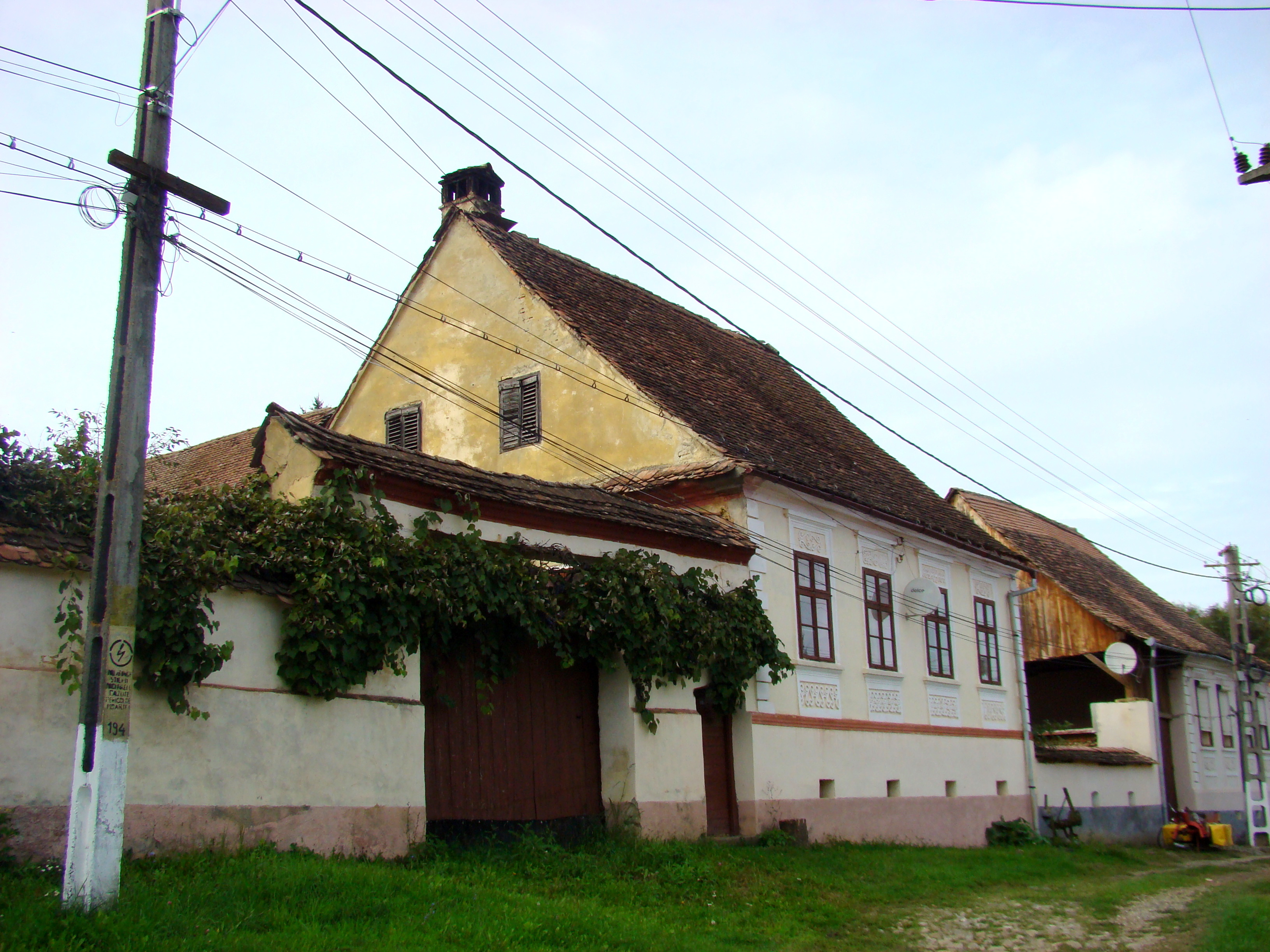
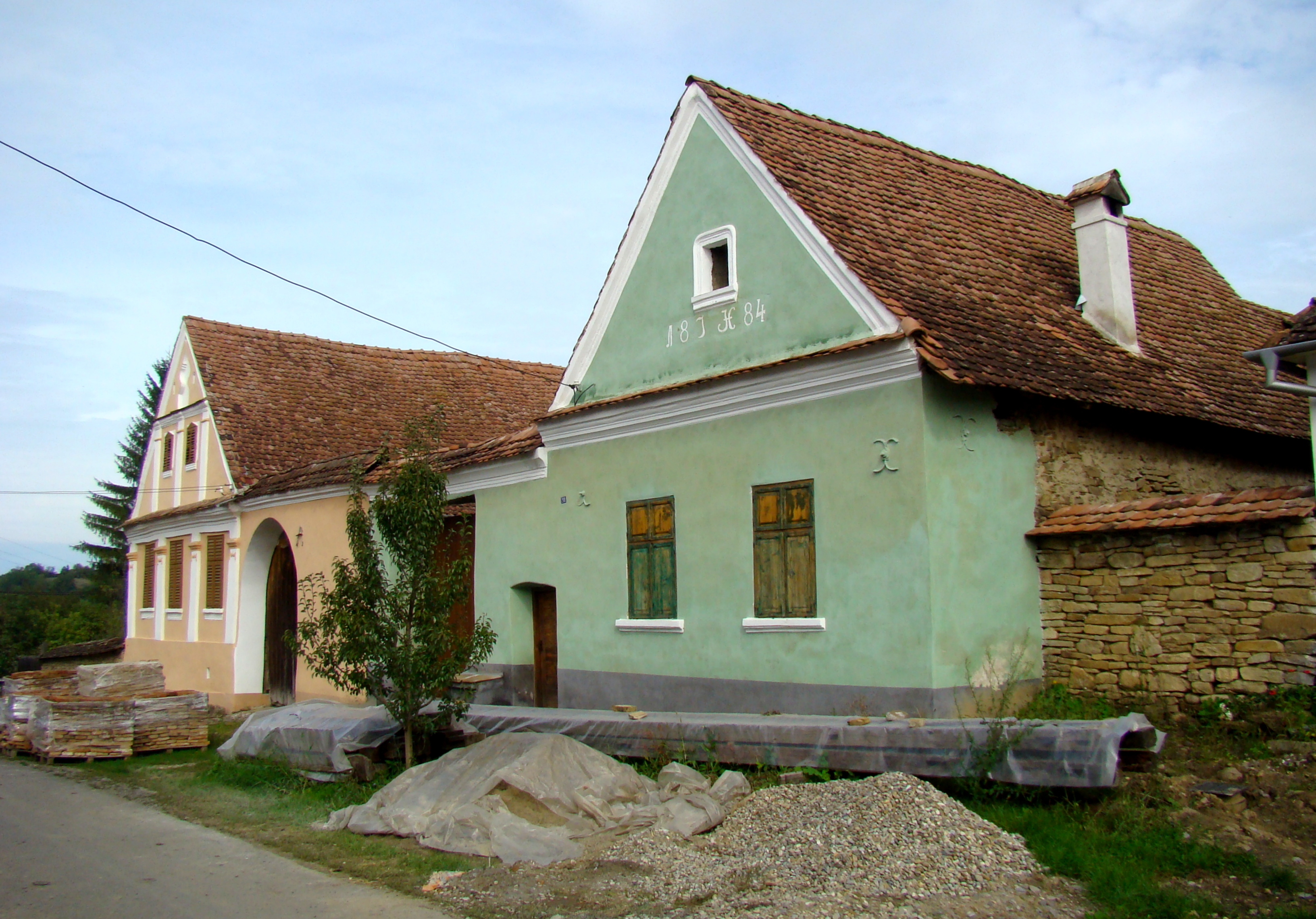
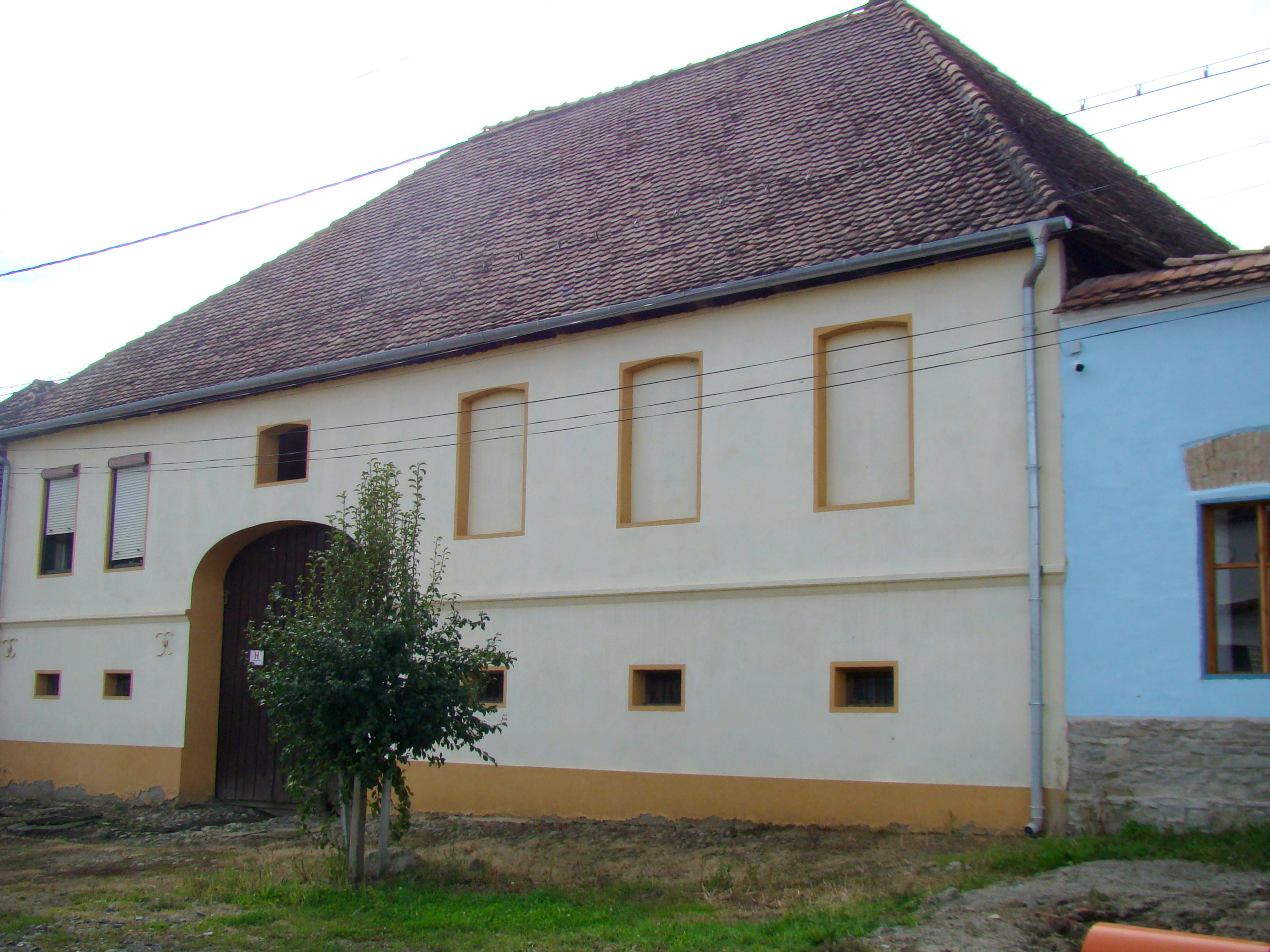
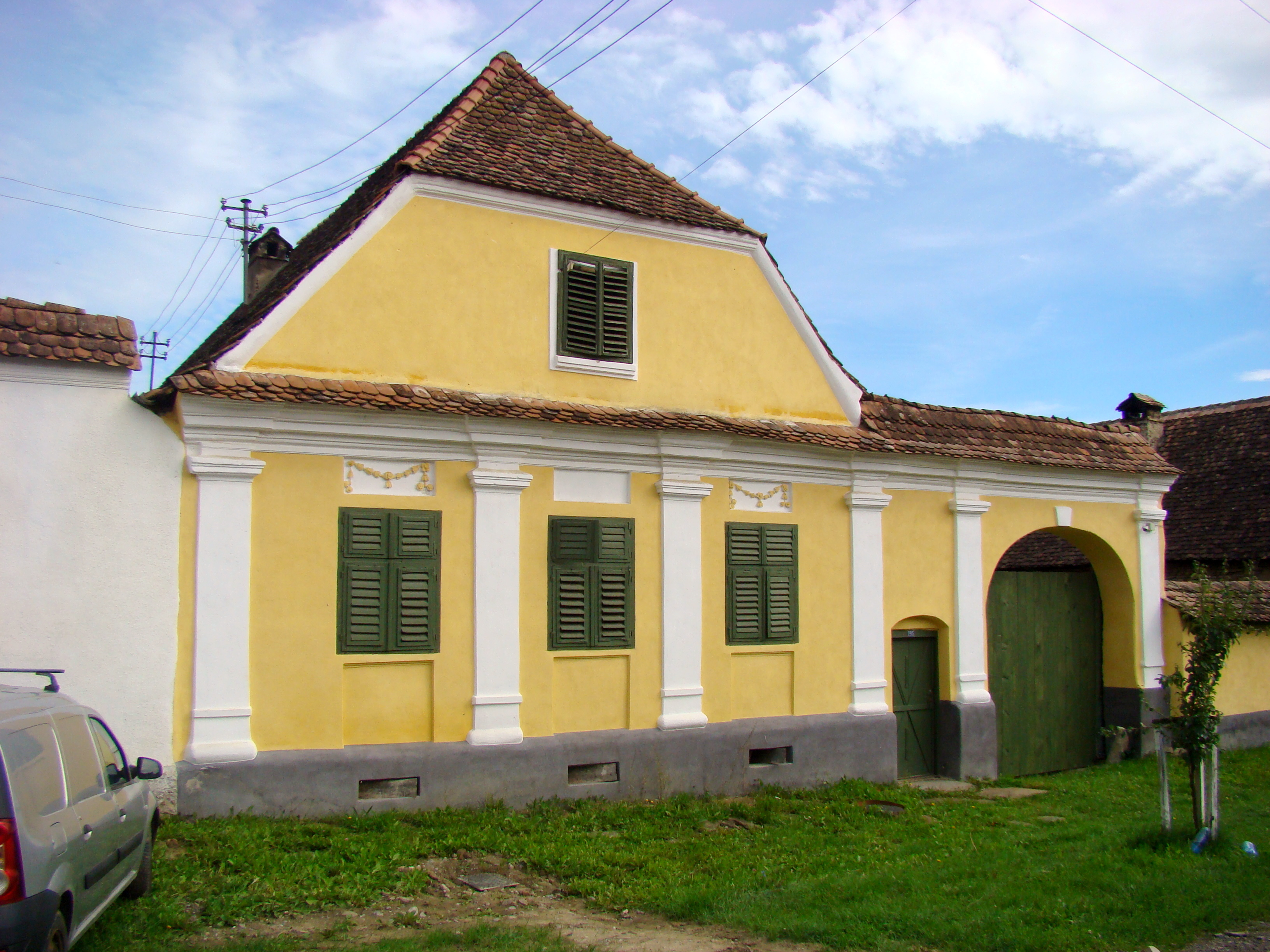
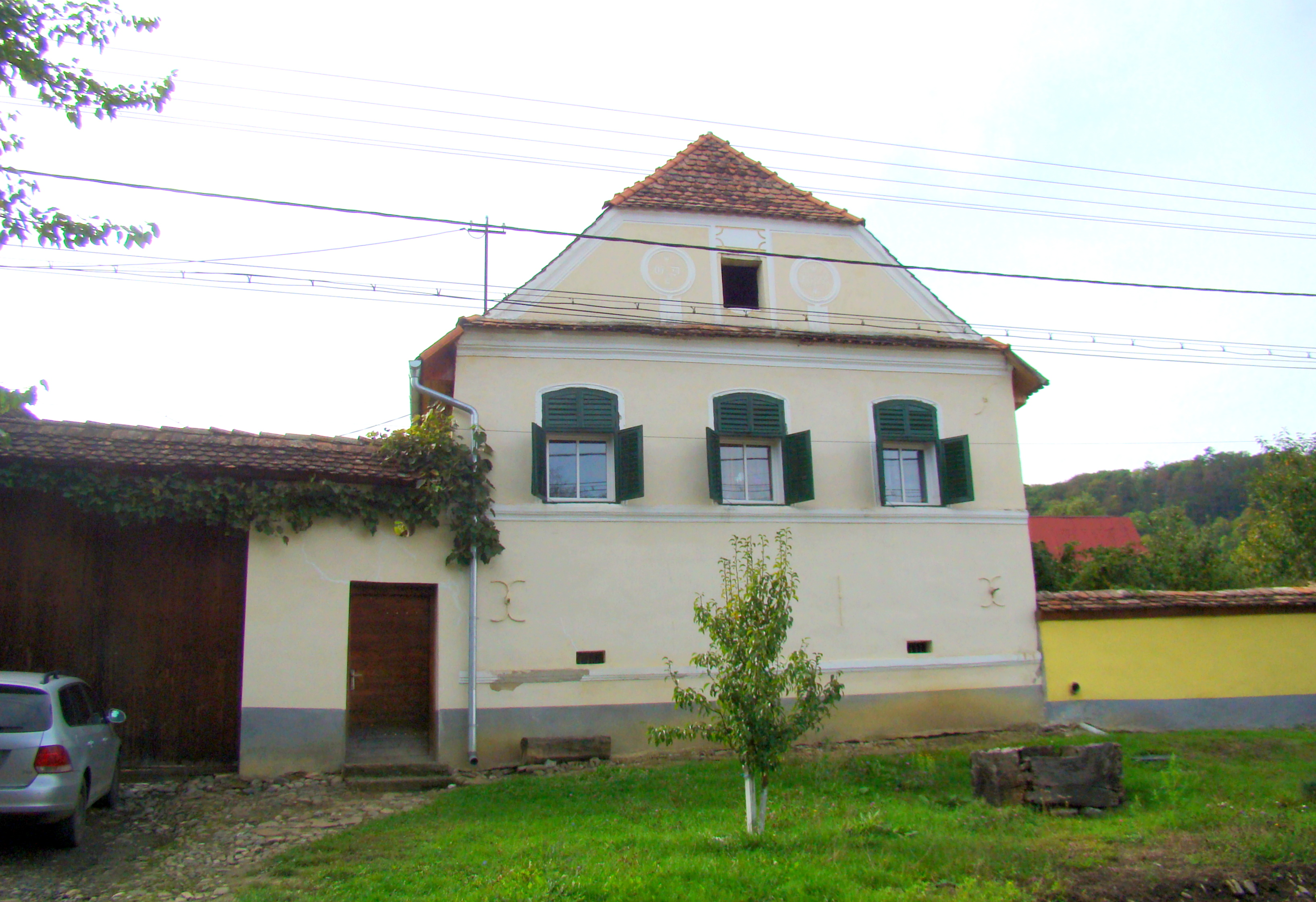
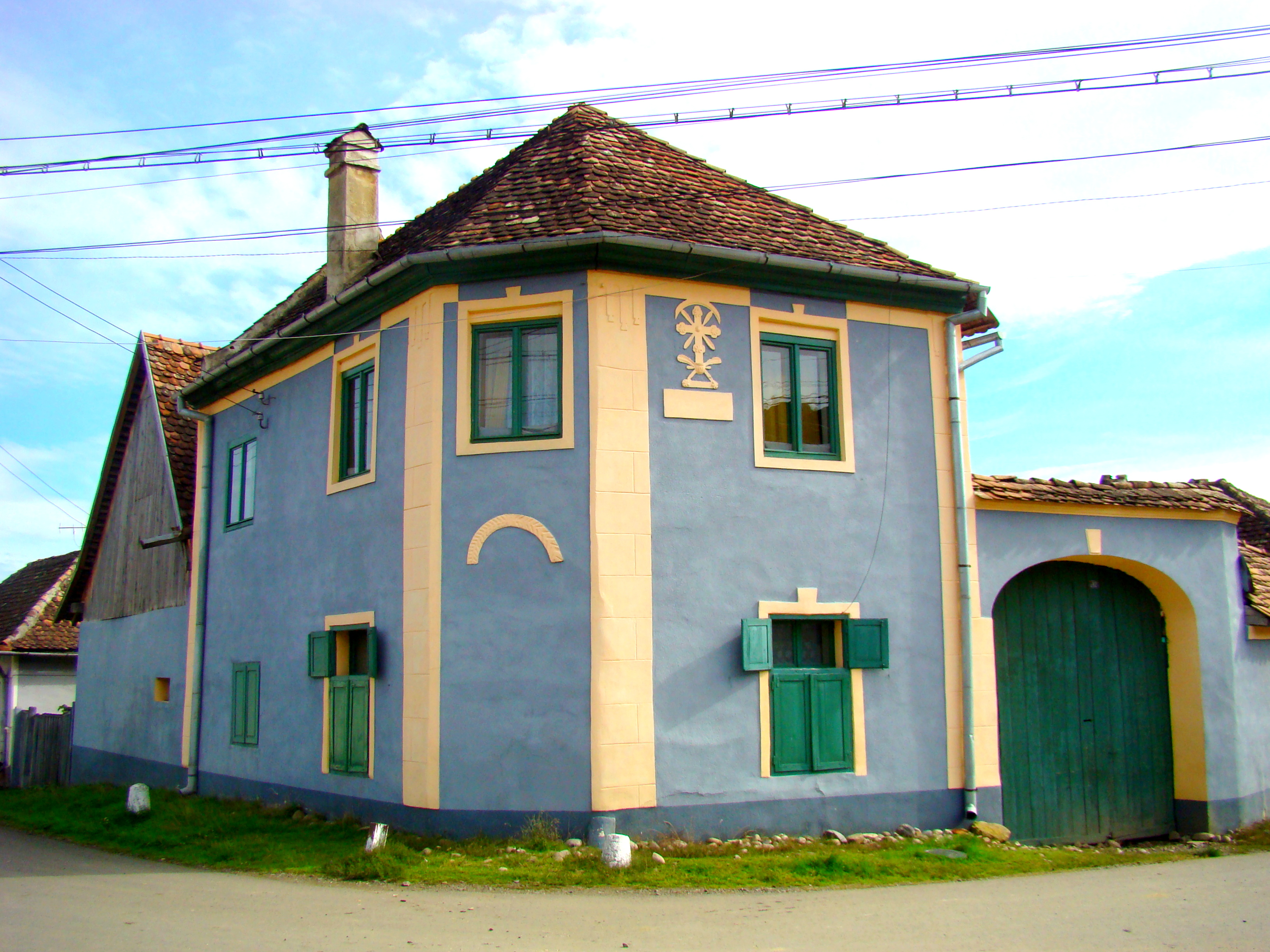
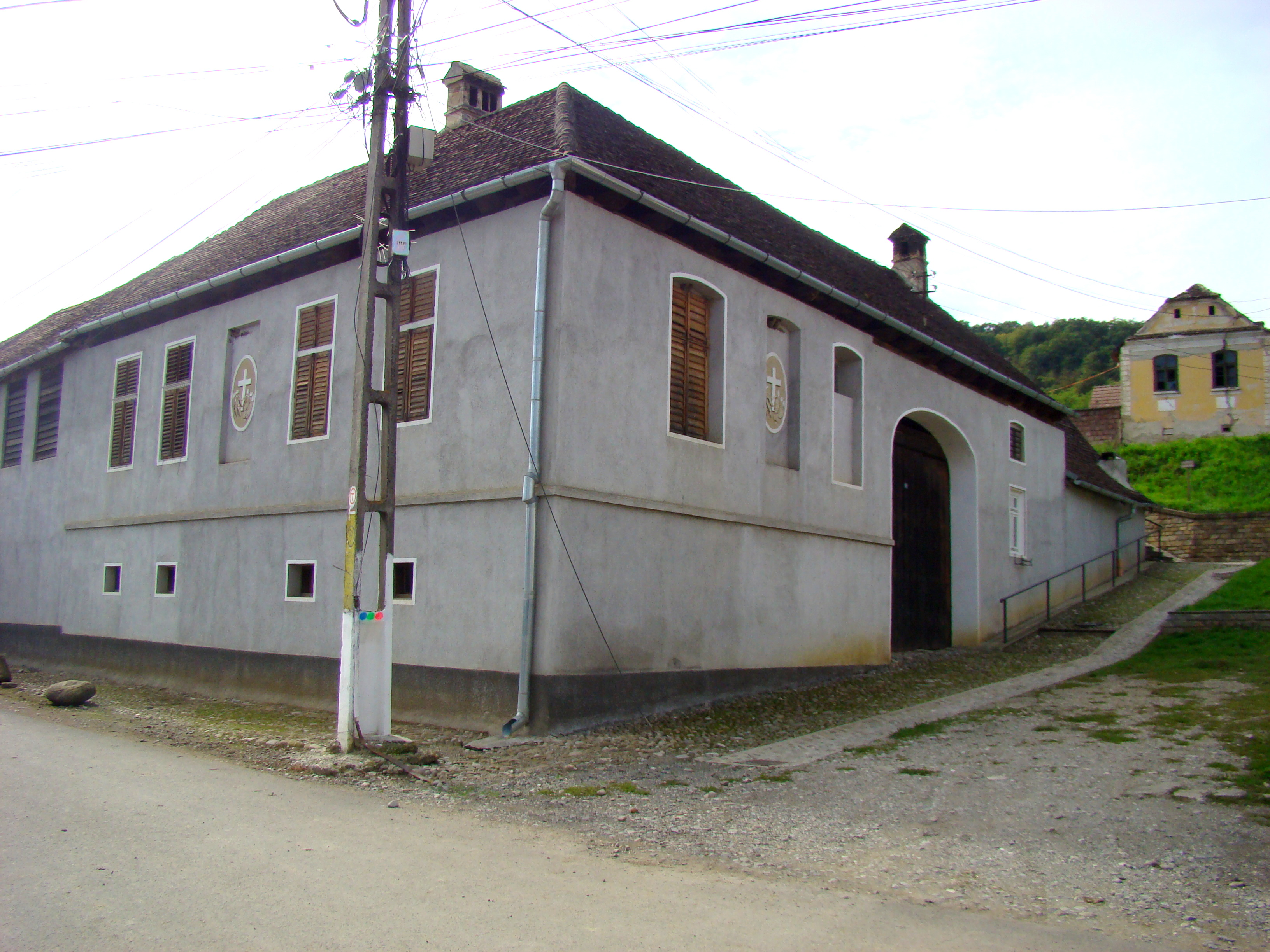
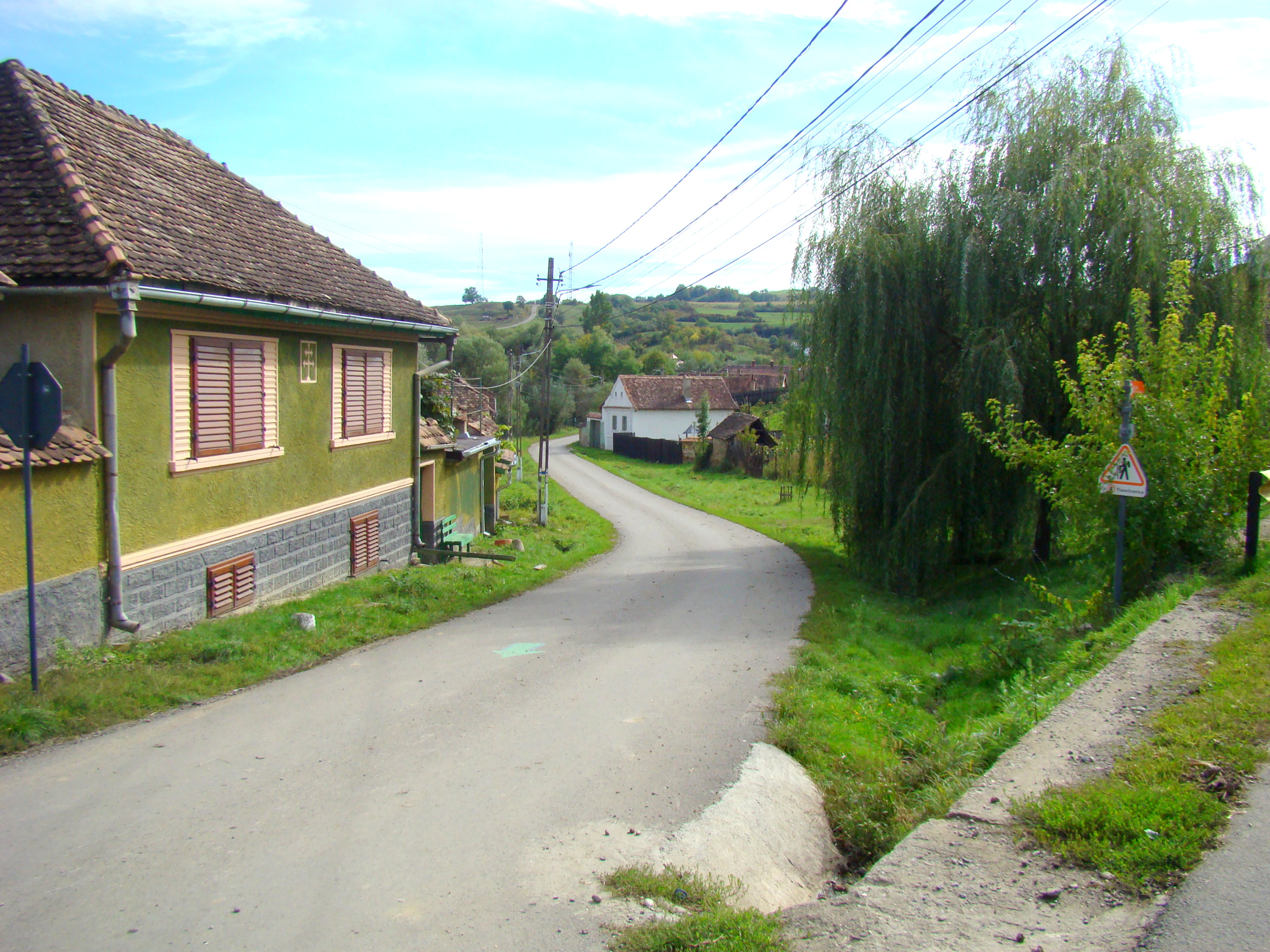
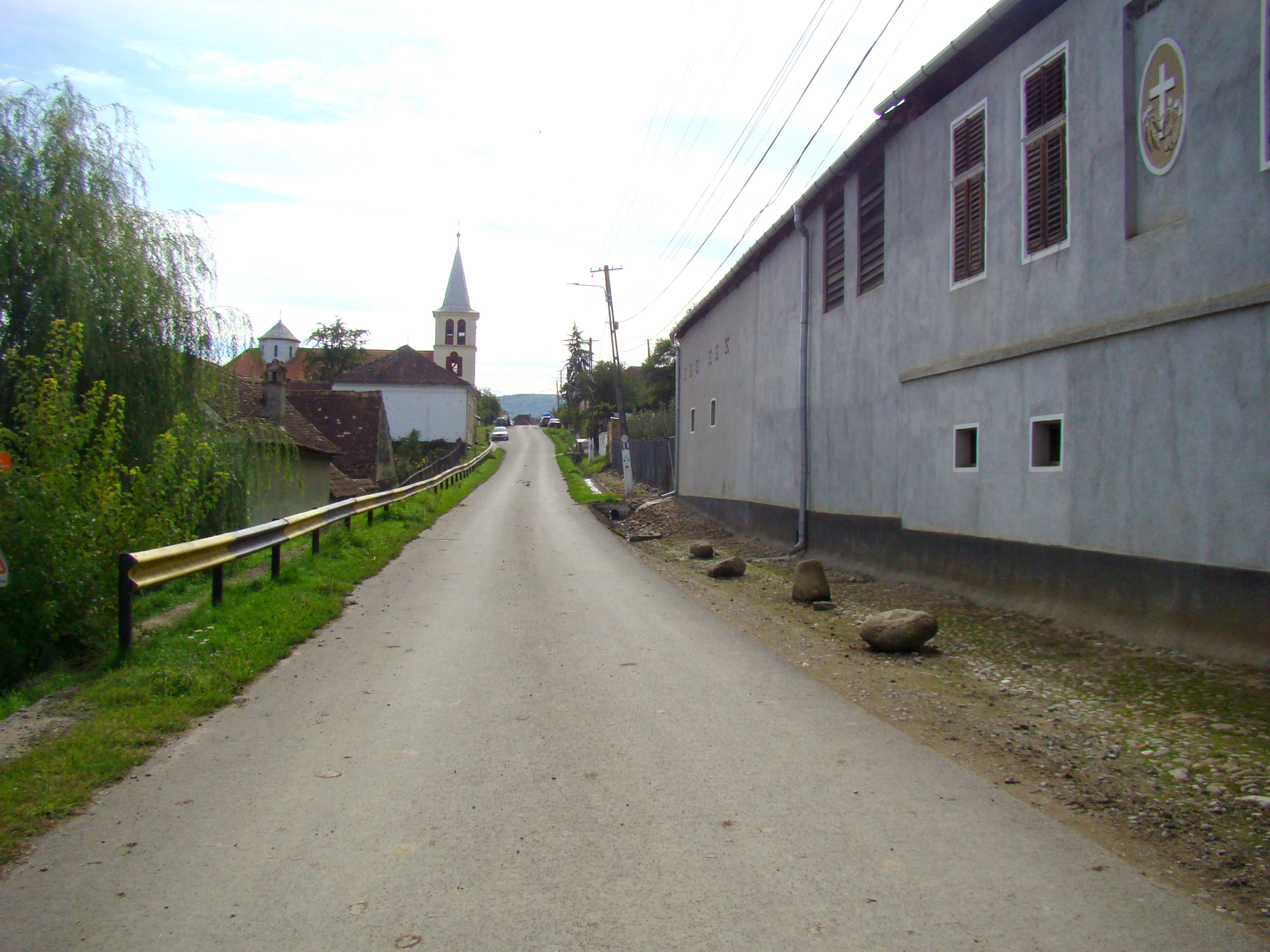